# El concepto de la angustia
El concepto de la angustia (en danés: Begrebet Angest) es un trabajo filosófico escrito por el filósofo danés  Søren Kierkegaard en 1844.
Para Kierkegaard (escribiendo bajo el seudónimo de Vigilius Haufniensis) la angustia/temor es un miedo poco definido. Kierkegaard usaba como ejemplo a un hombre al borde de un edificio o un precipicio. Cuando el hombre mira al borde, experimenta un miedo definido a caer, pero, al mismo tiempo, siente un aterrorizante impulso de tirarse intencionalmente al vacío. Esta experiencia es de angustia o temor por nuestra completa libertad de elegir si arrojarnos o no al precipicio. El mero hecho de que uno tenga la posibilidad y la libertad de hacer algo, incluso la más terrorífica de las posibilidades, dispara inmensos temores. Kierkegaard llamó a esto "mareo de libertad".
Kierkegaard se centraba en la primera angustia experimentada por el hombre: la elección de Adán de comer o no del árbol de la sabiduría, prohibido por Dios. Dado que los conceptos de bien y mal no existían hasta que Adán comió la fruta prohibida, lo que ahora conocemos como Pecado original, Adán no tenía el concepto de bien o de mal, por lo que no supo que comer del árbol era "malo". Lo que sabía era que Dios le había dicho que no comiera de ese árbol. La angustia provenía del hecho de que la prohibición de Dios implicaba por sí misma que Adán era libre de obedecer o no a Dios. Luego de que Adán comiera del árbol, nació el pecado. Por lo tanto, de acuerdo a Kierkegaard, la angustia precede al pecado, y es la angustia lo que guía a Adán al pecado. Kierkegaard menciona que la angustia es la presuposición del pecado hereditario. 
De manera que Kierkegaard menciona que la angustia es el camino también para la que la humanidad sea salvada. La ansiedad nos informa sobre nuestras opciones, nuestro propio conocimiento y nos conduce desde un estado de autoconciencia inmediata a uno de autoconciencia de reflexión. (Jean-Paul Sartre denominaba a estos términos como conciencia pre reflexiva y conciencia reflexiva). Un individuo es plenamente consciente de su potencial tras la experiencia de la angustia. Por lo tanto, la angustia puede ser una posibilidad para pecar, pero también puede ser el reconocimiento o la realización de nuestra propia identidad y libertad.